# Wally Szczerbiak
Walter Robert « Wally » Szczerbiak, né le 5 mars 1977 à Madrid en Espagne, est un ancien joueur américain de basket-ball évoluant en NBA au poste d'ailier. Il est réputé pour son shoot longue distance.

## Biographie
Il est le fils de Walter Szczerbiak, un ancien grand joueur en ABA et surtout en Espagne, notamment au Real Madrid.
Il fut drafté en 6e position en 1999 par les Timberwolves du Minnesota, sous le maillot desquels il passera près de 7 saisons, soit jusqu'à son transfert aux Celtics de Boston.
Szczerbiak est nommé MVP du Schick Rookie Challenge en 2001 (27 points à 11/13 dont 5/6 à 3-points et 8 rebonds) et participe au NBA All-Star Game en 2002 (10 points).
Le 28 juin 2007, il fait partie de l'échange envoyant Ray Allen aux Celtics de Boston, faisant le trajet inverse vers Seattle. Enfin, le 21 février 2008 Wally Szczerbiak est envoyé aux Cavaliers de Cleveland dans un échange impliquant 11 joueurs entre 3 équipes.

## Statistiques en NBA

### Saison régulière
| Année         | Équipe        | Matches | Titul. | Min./m. | %tir | %3pts | %l-f | rbds/m. | pass/m. | int/m. | ctr/m. | pts/m. |
| ------------- | ------------- | ------- | ------ | ------- | ---- | ----- | ---- | ------- | ------- | ------ | ------ | ------ |
| 1999-2000     | Minnesota     | 73      | 53     | 29,7    | 51,1 | 35,9  | 82,6 | 3,7     | 2,8     | 0,8    | 0,3    | 11,6   |
| 2000-2001     | Minnesota     | 82      | 82     | 34,8    | 51,0 | 33,8  | 87,0 | 5,5     | 3,2     | 0,7    | 0,4    | 14,0   |
| 2001-2002     | Minnesota     | 82      | 82     | 38,0    | 50,8 | 45,5  | 83,1 | 4,8     | 3,1     | 0,8    | 0,3    | 18,7   |
| 2002-2003     | Minnesota     | 52      | 42     | 35,3    | 48,1 | 42,1  | 86,7 | 4,6     | 2,6     | 0,8    | 0,4    | 17,6   |
| 2003-2004     | Minnesota     | 28      | 0      | 22,2    | 44,9 | 43,5  | 82,8 | 3,1     | 1,2     | 0,4    | 0,0    | 10,2   |
| 2004-2005     | Minnesota     | 81      | 37     | 31,6    | 50,6 | 37,3  | 85,5 | 3,7     | 2,4     | 0,5    | 0,2    | 15,5   |
| 2005-2006     | Minnesota     | 40      | 40     | 38,9    | 49,5 | 40,6  | 89,6 | 4,8     | 2,8     | 0,5    | 0,4    | 20,1   |
| 2005-2006     | Boston        | 32      | 31     | 36,7    | 47,6 | 39,3  | 89,8 | 3,8     | 3,2     | 0,6    | 0,1    | 17,5   |
| 2006-2007     | Boston        | 32      | 19     | 28,1    | 41,5 | 41,5  | 89,7 | 3,1     | 1,7     | 0,6    | 0,1    | 15,0   |
| 2007-2008     | Seattle       | 50      | 1      | 23,6    | 46,0 | 42,8  | 84,3 | 2,7     | 1,4     | 0,3    | 0,1    | 13,1   |
| 2007-2008     | Cleveland     | 25      | 1      | 22,2    | 35,9 | 36,5  | 87,8 | 3,2     | 1,4     | 0,4    | 0,3    | 8,2    |
| 2008-2009     | Cleveland     | 74      | 5      | 20,6    | 45,0 | 41,1  | 84,9 | 3,1     | 1,1     | 0,4    | 0,1    | 7,0    |
| Total         | Total         | 651     | 393    | 30,8    | 48,5 | 40,6  | 86,0 | 4,0     | 2,4     | 0,6    | 0,2    | 14,1   |
| All-Star Game | All-Star Game | 1       | 0      | 12,0    | 66,7 | 66,7  | 0,00 | 3,0     | 3,0     | 1,0    | 0,0    | 10,0   |

### Playoffs
| Année | Équipe    | Match. | 5 Dép | Min. | % Tirs | % 3pts | % LF | Rbds/m | Pass./m | BV/m | Ctrs/m | Pts/m |
| ----- | --------- | ------ | ----- | ---- | ------ | ------ | ---- | ------ | ------- | ---- | ------ | ----- |
| 2000  | Minnesota | 4      | 4     | 23,5 | 40,0   | 0,00   | 0,00 | 2,0    | 0,5     | 0,8  | 0,3    | 6,0   |
| 2001  | Minnesota | 4      | 4     | 35,8 | 48,6   | 0,00   | 80,0 | 4,5    | 2,5     | 1,3  | 0,8    | 14,0  |
| 2002  | Minnesota | 3      | 3     | 43,7 | 47,7   | 22,2   | 88,9 | 7,0    | 2,0     | 0,7  | 0,0    | 20,0  |
| 2003  | Minnesota | 6      | 6     | 42,0 | 47,5   | 21,4   | 86,7 | 5,0    | 2,2     | 1,0  | 0,2    | 14,5  |
| 2004  | Minnesota | 12     | 0     | 24,8 | 42,0   | 34,5   | 92,7 | 3,3    | 1,7     | 0,5  | 0,2    | 11,8  |
| 2008  | Cleveland | 13     | 13    | 28,8 | 37,6   | 32,3   | 92,9 | 1,8    | 1,5     | 0,2  | 0,1    | 10,8  |
| 2009  | Cleveland | 12     | 0     | 12,8 | 44,4   | 16,7   | 81,8 | 2,3    | 0,6     | 0,2  | 0,1    | 3,6   |
| Total | Total     | 54     | 30    | 26,8 | 42,7   | 28,5   | 88,2 | 3,1    | 1,4     | 0,5  | 0,2    | 10,2  |